# Calumia
Calumia is een geslacht van straalvinnige vissen uit de familie van de Eleotridae (Slaapgrondels). Het geslacht is voor het eerst wetenschappelijk beschreven in 1958 door Smith.

## Soorten
- Calumia godeffroyi (Günther, 1877)
- Calumia profunda Larson & Hoese, 1980
- Calumia eilperinae Allen & Erdmann, 2010
- Calumia papuensis Allen & Erdmann, 2010